# Ritzau
Ritzau – największa duńska agencja prasowa.
Agencja założona została w 1866 roku w Kopenhadze jako Nordisk Centralbureau for politiske og markantile Telegraf-Meddelser przez Erika Nicolaia Ritzau, od którego nazwiska wzięła swoją obecną nazwę. Obecnie jest największą duńską niezależną agencją dostarczającą wiadomości z regionów krajów nordyckich; udostępnia też serwis informacyjny ze Skandynawii w języku angielskim. Od roku 1947 jest własnością duńskiej prasy.